# Bátmonostor
Bátmonostor là một thị trấn thuộc hạt Bács-Kiskun, Hungary. Thị trấn này có diện tích 37,95 km², dân số năm 2010 là 1542 người, mật độ 41 người/km².